# Halott csillagok
A Halott csillagok (Étoiles mortes) Jean-Claude Dunyach Rosny aîné-díjas science fiction–regénye. Magyarul a Galaktika Fantasztikus Könyvek sorozatában jelent meg, Fülöp Veronika fordításában, 2008-ban.

## Történet
A Földközi-tenger kiszárítása közben a túlnépesedett Föld lakói rábukkannak egy hatalmas, élő városra, majd az is kiderül, hogy még 26 ilyen létezik a világegyetemben, mindegyik más-más bolygón. Amikor fény derül rá, hogy a városok utaztatni tudják egymás közt lakóikat, föltámad a remény a népességrobbanás problémájának megoldására.
A kolonizáció azonban elmarad, mert a leggazdagabbak kisajátítják maguknak az instant-csillagutazás lehetőségét, a többiek számára pedig maradnak a lassú űrhajójáratok és a tudat asztráltest kivetítése a galaxis távoli pontjaiba. Ez csak keveseknek adatik meg, a sorsát mindeddig némaságban tűrő többségben lassan feltámad az elégedetlenség…
Egy művész és egy test nélkül maradt asztráltudat járják az élő városokat, keresve azt a helyet, ahol békés otthonra lelhetnek, de körülöttük minden felbolydul, és még maguk a városok is terveznek valamit. Vajon segíteni akarnak az embereken, vagy épp ellenkezőleg, megszabadítani bolygóikat e veszedelmes élősködőktől?
Jean-Claude Dunyach többszörös díjnyertes francia SF-szerző azon kevesek közé tartozik, akiknek még az angolszász piacra is sikerült betörni műveikkel - és nem véletlenül. Filozofikus jövőmeséje igazi csemege, nemcsak a tudományos-fantasztikum szerelmeseinek, de az új utakat nyitó szépirodalom rajongóinak is.

## Magyarul
- Halott csillagok; ford. Fülöp Veronika; Metropolis Media, Bp., 2008 (Galaktika fantasztikus könyvek)